# Bennett’s Pond State Park
Bennett's Pond State Park ist ein State Park auf dem Gebiet von Ridgefield im US-Bundesstaat Connecticut.
1914 gestaltete der Aluminiumfolie-Magnat und Baumliebhaber Louis D. Conley einen Landsitz mit 1000 Acre Umland, den er Outpost Farm nannte. Das Anwesen entwickelte sich zu einer der führenden Baumschulen an der Ostküste der Vereinigten Staaten. Heute findet man verschiedene seltene Bäume, die er gepflanzt hat, auch wenn die meisten anderen Überbleibsel des Landguts und des Landhauses mit 34 Räumen verschwunden sind. Der Bennett's Pond ist durch kleine Bachläufe verbunden mit dem nahe gelegenen Wataba Pond (Rainbow Pond) und entwässert selbst zum Saugatuck River. Nach Norden schließt sich der Wooster Mountain State Park an. Im Park gibt es die Möglichkeiten zu wandern, zu angeln, Fahrrad zu fahren und zu bestimmten Jahreszeiten gibt es Angebote, mit Pfeil und Bogen zu jagen.